# 수발총

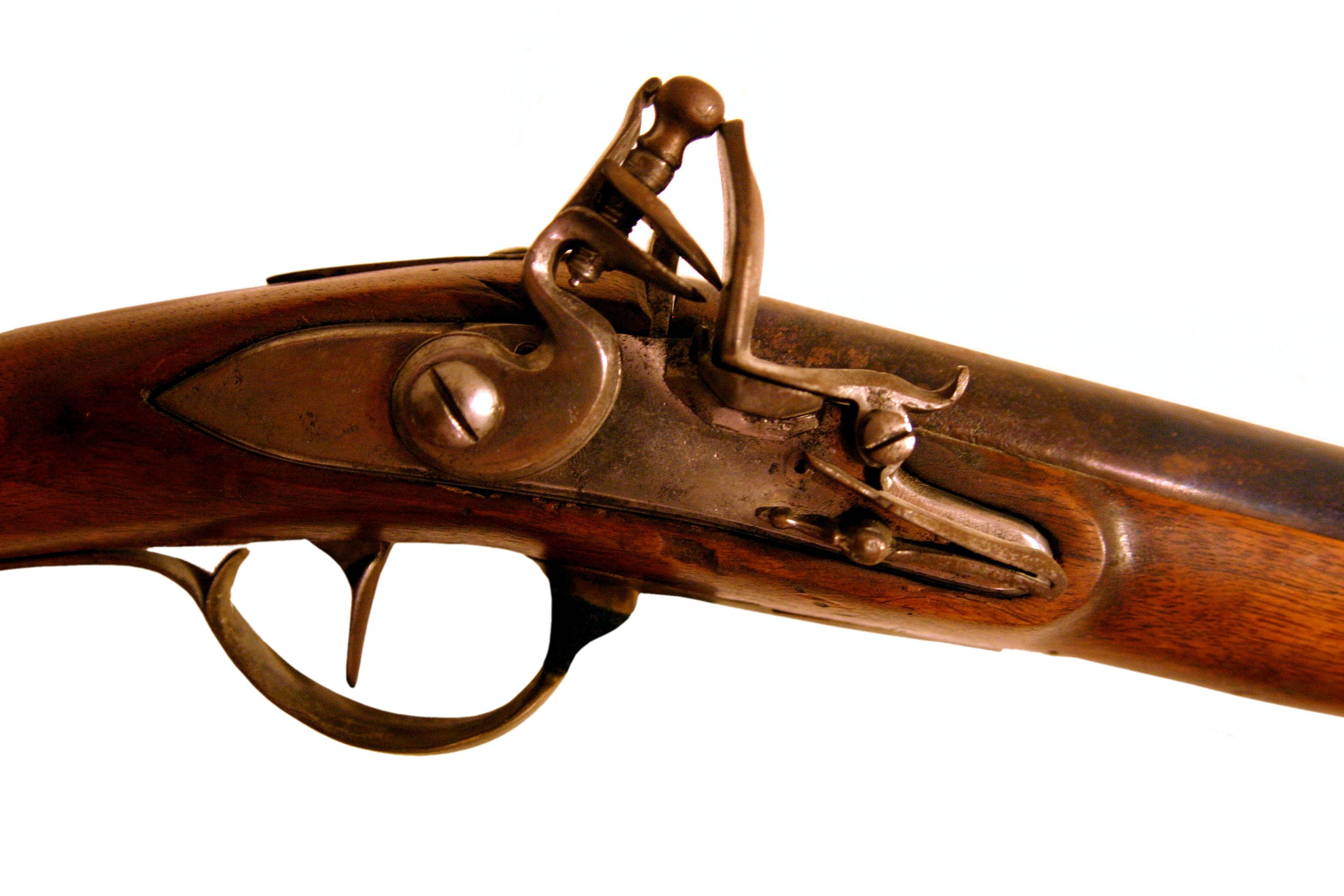

수발총(燧發銃, 영어: flint lock 플린트락/플린트록[*]) 또는 수석총(燧石銃)은 화승총과 치륜총 다음에 만들어진 부싯돌로 격발되는 총이다. 16세기~17세기 초반에 걸쳐 개발되었고 1690년경에 완성되었으며 19세기 중반까지 사용되었다. 그중 하나인 영국군의 '브라운 베스(Brown Bess)' 의 표준 크기는 총신 길이: 46인치(약 115cm) 전체 길이; 62.5인치(약 156.25cm) 무게: 10.4파운드(약 4.7kg) 정도였다.
수발총은 종류도 여러 가지여서 길이가 총 25~40cm정도까지 되는 수발식 권총과 길이가 170cm나 되는 수발식 소총이 있다. 후에는 대포에서도 이와 같은 장전방식이 사용된다.

## 역사
처음에는 기술이 발달한 네덜란드에 의해 개발, 사용되었으며 1618~1648년의 30년전쟁 이후에는 전 유럽에 걸쳐 사용되었다. 화승총과 달리 불씨를 갖고 다닐 필요가 없으며 부싯돌에 의한 스파크로 화약접시의 화약에 불이 옮겨 붙어 발사된다.
그리고 1690년경에는 총검이 개발되고, 수발식 소총 끝에 붙여 쓸 수 있게 되면서 기병을 막기 위해 사용되었던 장창을 대신하게 된다.(이후 장창병은 유럽 전장에서 도태된다.)
이 방식은 1807년에 영국인 목사 포사이드(Forsyth)가 뇌관총을 개발하고, 1842년 영국이 브라운 베스라는 수발식 소총을 뇌관총으로 교체할 때까지 전 유럽의 군대에서 사용되었다.

### 한반도 전래
한반도에는 17세기에 조선에 표류한 네덜란드인 하멜과 박연이 훈련도감에서 수발총을 제작하는 데에 도움을 주었으나 조선에서는 필요성의 미비와 제조 단가, 기술력 부족 등의 이유로 전혀 사용되지 않았다.

## 사용법
1. 이전에 발사하여 화약 찌꺼기가 남아 있을 총구를 청소한다.
2. 화약접시에 화약을 약간 부어 주고 뚜껑을 닫는다. 그 다음 콕(cock)을 발사위치로 당겨 준다.
3. 페이퍼 카트리지(종이탄피)를 찢어 총구에 화약을 넣는다.
4. 납으로 된 둥근 총알을 넣는다.
5. 탄약을 싸고 있던 포장지를 넣는다.(발사시 총알이 빠져나오지 않도록)
6. 꽂을대로 총구에 넣은 화약과 총알을 잘 다져 준다.
7. 명령과 함께 조준한다.
8. 발사한다.
9. 발사 후 총구 안을 깨끗이 털어 낸다.
10. 1번으로 돌아가 장전하고 발사한다.

## 같이 보기
- 나팔총
- 핸드 캐넌
- 화승총
- 치륜총